# James Mitchel
James Sarsfield "Jim" Mitchel (Emly, Tipperary, Irlanda, 30 de gener de 1864 - Nova York, 3 de juliol de 1921) va ser un atleta estatunidenc, especialista en els llançaments que va competir a cavall del segle xix i el segle xx.
Mitchel va dominar el panorama mundial dels llançaments entre 1886 i 1892, quan establí 11 rècords mundials del llançament de martell i guanyà fins a 76 campionats nacionals entre els Estats Units, Canadà, Anglaterra i Irlanda. Quan el 1904 va prendre part en els Jocs Olímpics de Saint Louis, ja tenia 40 anys i els seus millors ja havien passat. Amb tot, guanyà una medalla de bronze en el llançament de pes de 56 lliures del programa d'atletisme. En el llançament de martell fou cinquè i en el de llançament de disc sisè. També disputà la competició del joc d'estirar la corda, en què fou quart formant part de l'equip New York Athletic Club.
El 1906 es desplaça a Atenes per prendre part en els Jocs Intercalats, però no pogué participar-hi per culpa d'una lesió soferta durant el viatge en vaixell d'anada fins a Grècia.
Posteriorment va escriure diferents llibres sobre polo i rem.